# Bristol Buckmaster
Le Bristol Buckmaster était un avion d'entraînement avancé militaire britannique, utilisé par la Royal Air Force dans les années 1950.